# Copa Bionaire 2010
Il Copa Bionaire 2010 è stato un torneo di tennis facente parte della categoria ITF Women's Circuit nell'ambito dell'ITF Women's Circuit 2010. Il torneo si è giocato a Cali in Colombia dall'8 al 14 febbraio 2010 su campi in terra rossa e aveva un montepremi di $75 000.

## Vincitrici

### Singolare
Polona Hercog ha battuto in finale  Mariana Duque Mariño con il punteggio di 6–4, 5–7, 6–2.

### Doppio
Edina Gallovits /  Polona Hercog hanno battuto in finale  Estrella Cabeza Candela /  Laura Pous Tió con il punteggio di 3–6, 6–3, [10–8].